# Bernadette Bail
Bernadette Bail (* 1. September 1984) ist eine ehemalige deutsche Fußballspielerin.

## Karriere
Bail gehörte als Mittelfeldspielerin während der Saison 2002/03 dem FC Bayern München von März bis Juni an und bestritt einzig das am 4. Mai 2003 (18. Spieltag) beim TuS Niederkirchen mit 3:0 gewonnene Bundesligaspiel. In der Begegnung, in der ihre Torhüterin Kathrin Lehmann gar das Tor zum 1:0 in der 17. Minute erzielte, wurde sie für Josefine Krengel in der 72. Minute eingewechselt.